# Ascarididae
Ascarididae – rodzina nicieni.
Do tej rodziny zaliczane są następujące rodzaje:
- Angusticaecum
- Ascaris
- Parascaris
- Toxascaris

Dawniej zaliczano tu rodzaj Toxocara, obecnie zaliczany do Toxocaridae.